# Verhältniswahlrecht mit Mehrheitsbonus
Verhältniswahlrecht mit Mehrheitsbonus (auch Minderheitenfreundliches Mehrheitswahlrecht) ist die Bezeichnung für das vom Grazer Politikwissenschaftler Klaus Poier vorgeschlagene Modell eines Mehrheitswahlsystems, das – im Gegensatz zu herkömmlichen Mehrheitswahlsystemen – gleichzeitig die Repräsentation kleiner Parteien (Minderheitsparteien) garantiert. Es sieht vor, dass die stimmenstärkste Partei automatisch die Mehrheit der Sitze (50 % plus ein Sitz) im Parlament erhält.
Ein Verhältniswahlrecht mit Mehrheitsbonus vereint damit Vorteile des Mehrheits- mit solchen des Verhältniswahlsystems, indem es klare politische Verhältnisse schafft und gleichzeitig die Pluralität des politischen Systems fördert. Die Einführung eines solchen Modells wurde in Österreich seit Ende der 1990er-Jahre und insbesondere nach der Nationalratswahl 2006, bei der es mangels Alternativen zu einer Großen Koalition aus SPÖ und ÖVP kam, diskutiert.
Ein ähnliches Wahlrecht herrschte beispielsweise bis 2013 im italienischen Abgeordnetenhaus, in dem die stärkste Partei einen Sitzanteil erhielt, der 54 Prozent der Stimmen entspricht.

## Verhältniswahlrecht mit Mehrheitsbonus
Die Funktionsweise des Verhältniswahlrecht mit Mehrheitsbonus ist denkbar einfach: Die Partei, die die relative Mehrheit an Stimmen erzielt, erhält die Hälfte der Mandate plus eins. Die restlichen Mandate werden proportional, also wie im Verhältniswahlrecht (nach D’Hondt-Verfahren), auf die übrigen Parteien verteilt. Um einer Zersplitterung der Parteienlandschaft – wie sie im Verhältniswahlrecht oft zu beobachten ist – vorzubeugen, kann eine Stimmenhürde für Kleinparteien vorgesehen werden. Die Parteien müssen also z. B. 4 % (so derzeit in Österreich) oder 5 % (so derzeit in Deutschland) der abgegebenen Stimmen erreichen, um ins Parlament einziehen zu können.
Die siegreiche Partei erhält demnach eine knappe Mehrheit im Parlament, die übrigen Parteien sind verhältnismäßig vertreten. Damit erhöht sich die Handlungsfähigkeit für die Siegerpartei, lange Koalitionsverhandlungen werden unnötig. Gleichzeitig kann der Wahlsieger die knappe Mehrheit auch zu einer stabileren ausbauen, indem er eine Koalition mit einer der anderen im Parlament vertretenen Parteien eingeht. Die Möglichkeit eines Machtwechsels ist jederzeit vorhanden, das Volk kann bei der nächsten Wahl der Regierungspartei erneut das Vertrauen aussprechen oder sich einer anderen Partei zuwenden. Der Einfluss des Wählers wird in diesem Sinne – so die Befürworter – verstärkt.

## Alternativen zum Grundmodell
Zum Modell eines Verhältniswahlrechts mit Mehrheitsbonus wurden ausgehend vom vorgestellten Grundgedanken auch Alternativvarianten vorgeschlagen. So wurde etwa von Poier darauf hingewiesen, dass die Mehrheitsprämie auch höher angesetzt werden könnte (die Hälfte der Mandate plus zwei, drei, vier etc.), wodurch die Stabilität einer Einparteienregierung erhöht, andererseits jedoch die Repräsentation sowie die Chancen auf Regierungsbeteiligung kleiner Parteien verringert würde. 
Der österreichische Bundesratspräsident a. D. Herwig Hösele hat demgegenüber vorgeschlagen, der stimmenstärksten Partei die Hälfte der Mandate minus 1 zuzusprechen, damit eine Koalition notwendig bliebe (was für die kleinen Parteien günstig wäre), wobei die Siegerpartei jedoch dennoch die Möglichkeit hätte, aus jeder der anderen im Parlament vertretenen Parteien auszuwählen.
Ein weiterer Vorschlag – nach einer Idee der steirischen Landesrätin Kristina Edlinger-Ploder – ist die Kombination eines Verhältniswahlrecht mit Mehrheitsbonus mit einer „Nichtwählerprämie“: Die Partei mit der relativen Stimmenmehrheit bekommt die fiktiven Stimmen der Nichtwähler zugeschlagen. Die übrigen Mandate werden dann verhältnismäßig aufgeteilt. Die Stimmen der Nichtwähler wären keine „verlorenen Stimmen“, sondern würden automatisch der siegreichen Partei zufallen. Damit stiege der Anreiz, wählen zu gehen, allerdings könnte dies – bei hoher Stimmenthaltung – zu einer hohen Mehrheitsprämie führen.
Ein weiter verfeinerter Vorschlag ist jener von Richard Seyfried. Sein Minderheitenfreundlich Mehrheitsbildendes Wahlrecht zielt wie das Modell von Herwig Hösele eher auf ein Mandatsergebnis der stärksten Partei knapp unter der absoluten Mehrheit ab. Die Mandatszahl soll aber für diese Partei reichen, um viele Koalitionsoptionen zu haben. Eine wesentliche Neuerung ist bei Seyfried die Einbeziehung einer Alternativstimme (Zweitpräferenz). Dieses etwa in London bereits verwendete „Alternative Vote“ wirkt wie eine Stichwahl zwischen den stimmenstärksten Parteien. Dadurch wird verhindert, dass eine Partei, die mehrheitlich abgelehnt wird, in den Genuss des Bonus kommt. Die genaue Höhe des Bonus errechnet sich bei Seyfried nach der Zahl der Erst- und Zweitpräferenzstimmen. Diese werden dem Ergebnis der im Stechen siegreichen Partei noch einmal als halbe Wählerstimmen hinzugerechnet. 
Mit Hilfe der Alternativstimme werden Verzerrungen durch taktisches Wählen weitgehend ausgeschlossen, die möglichen Auswirkungen eines solchen Wahlrechts lassen sich daher anhand der letzten Wahlergebnisse zumindest annäherungsweise errechnen, vgl. dazu die Berechnung in Anlehnung an den österreichischen Nationalrat. Sinnvoll anwendbar ist das Modell auch auf das politische System in Deutschland. Auch dort gibt es seit der Etablierung eines 5- bzw. 6-Parteien-Systems erhebliche Probleme bei der Mehrheitsbildung, wie z. B. bei der Landtagswahl in Hessen 2008. Seyfrieds Modell würde nach der aktuellen Berechnung anhand der Bundestagswahl 2005 auch dort zu einer deutlich vereinfachten Mehrheitsbildung führen, ohne automatisch absolute Mehrheiten zu schaffen.

## Vor- und Nachteile, Kritik
Im traditionellen Mehrheitswahlrecht, wie etwa in den USA oder in England, haben Kleinparteien und neue Gruppierungen kaum die Möglichkeit, Mandate zu erringen. Minderheiten sind im Parlament größtenteils nicht vertreten und die Stimmen für Kleinparteien werden oft zu so genannten „Papierkorbstimmen“. Die Mandate werden hauptsächlich von den beiden Großparteien besetzt.
Der Vorteil des Verhältniswahlrechts mit Mehrheitsbonus liegt darin, dass die stimmenstärkste Partei eine Mehrheit im Parlament besitzt und somit allein handlungsfähig ist. Wie im traditionellen Mehrheitswahlrecht werden klare politische Verhältnisse geschaffen. Gleichzeitig gehen die für die Kleinparteien abgegebenen Stimmen nicht verloren, da die Minderheiten bzw. Kleinparteien durch die proportionale Aufteilung der restlichen Mandate ebenfalls im Parlament vertreten sind. Im Vergleich zum Verhältniswahlrecht würden die Kleinparteien im Verhältniswahlrecht mit Mehrheitsbonus einige Mandate verlieren. Eine starke Opposition wie auch die Pluralität des politischen Systems sind dennoch gewährleistet. Auch kann die stimmenstärkste Partei aus strategischen Überlegungen heraus eine kleine Partei in die Regierung holen, um die knappe Mehrheit zu einer stabileren Parlamentsmehrheit auszubauen. Koalitionen werden durch die niedrige Mehrheitsprämie – die Hälfte plus ein Mandat – sehr wahrscheinlich. Bei den Vorbildern des Modells in Frankreich und Italien ist dies hingegen nicht so, da dort die Mehrheitsprämie in der Regel wesentlich höher ist, z. B. zwei Drittel der Mandate für die stärkste Partei.
Der größte Nachteil des Grundmodells ist, dass eine einzelne Partei, die weniger als 50 % der Wähler auf sich vereint, also nur eine Minderheit der Gesamtbevölkerung repräsentiert, über mehr als 50 % der Mandate verfügt und damit alleine regieren kann.
Außerdem stellt sich die Frage, ob Kleinparteien im Verhältniswahlrecht mit Mehrheitsbonus überhaupt noch gewählt werden, da sie für eine Mehrheitsbildung nicht mehr zwingend nötig sind: Die Wähler könnten wie im klassischen Mehrheitswahlrecht dazu tendieren, ihre Stimme nicht an die Klein-, sondern nur noch an die Großparteien zu vergeben.
Dem wird wiederum entgegengehalten, dass die Mehrheitsprämie nicht sehr hoch sei, nur die Hälfte der Mandate plus eins umfasst: Dadurch ergibt sich meist keine extreme Überrepräsentation der stimmenstärksten Partei. Im Extremfall (deutsche Bundestagswahlen 2002 und 2005) können aber einige Tausend Wählerstimmen zweier beinahe gleich starker Parteien den Unterschied ausmachen, welche im Parlament die absolute Mehrheit erhält. Schließlich muss sich der Wähler auch im Verhältniswahlsystem entscheiden, ob er seine Stimme einer Großpartei, oder einer kleineren Gruppierung mit weniger Chancen auf eine Regierungsbeteiligung gibt. Dieses grundsätzliche Problem der Mehrheitswahl bleibt somit bestehen. Das ist auch einer der zentralen Gründe, warum es bereits eine Reihe von überarbeiteten Alternativmodellen gibt. Das Modell von Hösele, noch stärker aber der Wahlrechtsentwurf von Seyfried tragen dieser „Ungerechtigkeit“ gegenüber Kleinparteien bereits Rechnung und eröffnen den kleineren Parteien eine vollwertige und zum Teil gegenüber heute sogar gestärkte Möglichkeit zur Teilnahme an der Mehrheitsbildung.
Auch dürften sich die Regierungsverhältnisse mit einem solchen Modell nur sehr selten verändern, da sich in den meisten Ländern zwar die konkreten Prozentzahlen der einzelnen Parteien ändern, nicht aber deren Reihenfolge – so war beispielsweise die SPD bei der deutschen Bundestagswahl nur dreimal die stärkste Kraft, stellte aber sechsmal den späteren Regierungschef. Des Weiteren verstärkt ein Verhältniswahlrecht mit Mehrheitsbonus auf jeden Fall die Bedeutungslosigkeit kleinerer Parteien. Für diese wäre vielmehr eine gegenteilige Lösung erforderlich, die die Mandatszahl von vergleichsweise kleinen Parteien sogar überproportional erhöht.

## Ausblick
In Österreich kehrt in regelmäßigen Abständen die Diskussion um ein neues Wahlrecht wieder. War bis in die 90er Jahre ein Zwei-Parteiensystem vorherrschend, findet nun eine zunehmende Zersplitterung statt. Die Ergebnisse der Nationalratswahlen 2006 ergaben nur eine einzig mögliche Koalitionsvariante zweier Parteien, die einer großen Koalition aus SPÖ und ÖVP. Die Alternativen bestanden in einer wackeligen Dreierkoalition aus Parteien verschiedenster Weltanschauungen und in einer Minderheitsregierung, die in Österreich jedoch üblicherweise nur als Übergangslösung in Frage kommt. Der Vorschlag eines Verhältniswahlrecht mit Mehrheitsbonus ist eine Reformmöglichkeit mit dem Ziel das politische Geschehen aus seiner Erstarrung zu lösen, ohne gleichzeitig den Pluralismus der politischen Landschaft zu zerstören.
Eine Wahlrechtsreform im Sinne eines Verhältniswahlrechts mit Mehrheitsbonus würde in jedem Falle eine Verfassungsänderung bedingen, da die Österreichische Bundesverfassung in den Art. 23a, 26, 95 und 117 für die Wahlen zum Europäischen Parlament, zum Nationalrat sowie zu den Landtagen und Gemeinderäten den Grundsatz der Verhältniswahl vorschreibt. Ob das demokratische Prinzip als ein Grundprinzip der Verfassung berührt wird und daher eine obligatorische Volksabstimmung notwendig wäre, ist umstritten.
Die Diskussion über ein Verhältniswahlrecht mit Mehrheitsbonus erfuhr seit dem Sommer 2007 seinen bisherigen Höhepunkt. Für ein solches Modell sprachen sich neben einer Reihe von Journalisten etwa auch Franz Vranitzky, Erhard Busek, Gerd Bacher, Norbert Leser, der bekannte österreichische Politikwissenschaftler Wolfgang Mantl und zuletzt auch Vertreter der ÖVP-Perspektivengruppe aus.